# Bromus alopecuros
Bromus alopecuros es una especie de planta herbácea y anual de la familia de las gramíneas (Poaceae).

## Distribución
Es originaria de la cuenca mediterránea, incluida la península ibérica (España y Portugal). En otros lugares, como Australia, Sudáfrica y California, se conoce como una especie introducida y, a veces, como una mala hierba.

## Descripción
Es una hierba anual de la producción de tallos de hasta 45 centímetros de altura. La inflorescencia es un paquete denso de espiguillas enredadas, con aristas curvas.

## Taxonomía
Bromus alopecuros fue descrita por Jean Louis Marie Poiret y publicado en Voyage en Barbarie 2: 100. 1789.
Etimología
Bromus: nombre genérico que deriva del griego bromos = (avena), o de broma = (alimento).
alopecuros: epíteto latino que significa "como cola de zorro".
Sinonimia
- Anisantha sericea (Drobow) Nevski
- Anisantha sericea subsp. fallax (H.Scholz) H.Scholz
- Anisantha sericea var. glabriglumis Czopanov
- Bromus alopecuroides Poir.
- Bromus alopecuroides var. calvus Halácsy
- Bromus caroli-henrici Greuter
- Bromus caroli-henrici subsp. biaristulatus (Maire) H.Scholz
- Bromus contortus Desf.
- Bromus lanceolatus subsp. biaristulatus Maire
- Bromus moeszii Pénzes
- Bromus scoparius Guss.
- Bromus scoparius var. alopecuros (Poir.) Fiori
- Bromus sericeus Ten.
- Bromus sericeus Drobow
- Bromus sericeus subsp. fallax H.Scholz
- Serrafalcus alopecuroides (Poir.) Parl.
- Serrafalcus alopecuros (Poir.) C.A.Gardner
- Serrafalcus contortus (Desf.) Parl.[4][5]